# Campeonato da Europa de Atletismo de 2014 - Salto em distância feminino
A prova do salto em distância feminino do Campeonato da Europa de Atletismo de 2014 foi disputada entre os dias 12 e 13 de agosto de 2014 no Estádio Letzigrund em Zurique, na Suíça. 

## Recordes
Antes desta competição, os recordes mundiais e do campeonato nesta prova eram os seguintes:
|                       | Nome               | Nacionalidade     | Distância | Local           | Data                 |
| --------------------- | ------------------ | ----------------- | --------- | --------------- | -------------------- |
| Recorde mundial       | Galina Chistyakova | União Soviética   | 7m 52cm   | São Petersburgo | 11 de junho de 1988  |
| Recorde do campeonato | Heike Drechsler    | Alemanha Oriental | 7m 30cm   | Split           | 28 de agosto de 1990 |
| Recorde europeu       | Galina Chistyakova | União Soviética   | 7m 52cm   | São Petersburgo | 11 de junho de 1988  |

## Medalhistas
| Ouro                 | Prata                | Bronze               |
| Éloyse Lesueur (FRA) | Ivana Španović (SRB) | Darya Klishina (RUS) |

## Cronograma
Todos os horários são locais (UTC+2).
| Data         | Hora  | Evento       |
| ------------ | ----- | ------------ |
| 12 de agosto | 20:07 | Qualificação |
| 13 de agosto | 20:00 | Final        |

## Resultados

### Qualificação
Qualificação: Desempenho de 6.65 m (Q) ou os 12 melhores qualificados (q).
| Posição | Grupo | Atleta                | Nacionalidade | #1   | #2   | #3   | Resultados | Notas |
| ------- | ----- | --------------------- | ------------- | ---- | ---- | ---- | ---------- | ----- |
| 1       | B     | Éloyse Lesueur        | França        | x    | 6.72 |      | 6.72       | Q     |
| 2       | A     | Malaika Mihambo       | Alemanha      | 6.36 | 6.29 | 6.70 | 6.70       | Q     |
| 3       | A     | Ivana Španović        | Sérvia        | 6.66 |      |      | 6.66       | Q     |
| 3       | B     | Darya Klishina        | Rússia        | 6.66 |      |      | 6.66       | Q     |
| 5       | A     | Alina Rotaru          | Roménia       | 6.54 | 6.49 | 6.65 | 6.65       | Q     |
| 6       | B     | Aiga Grabuste         | Letônia       | 6.51 | 6.46 | 6.65 | 6.65       | Q     |
| 7       | A     | Melanie Bauschke      | Alemanha      | 6.53 | 6.47 | 6.56 | 6.56       | q     |
| 8       | A     | Anna Klyashtornaya    | Rússia        | 6.53 | 6.41 | x    | 6.53       | q     |
| 9       | B     | Volha Sudareva        | Bielorrússia  | 6.53 | 6.36 | 6.23 | 6.53       | q     |
| 10      | A     | Erica Jarder          | Suécia        | 6.46 | 6.52 | –    | 6.52       | q     |
| 11      | B     | Sosthene Moguenara    | Alemanha      | 6.36 | 6.39 | 6.50 | 6.50       | q     |
| 12      | B     | Nina Djordjevič       | Eslovênia     | 6.11 | 6.44 | 6.29 | 6.44       | q     |
| 13      | A     | Irène Pusterla        | Suíça         | x    | 6.39 | x    | 6.39       |       |
| 14      | B     | María del Mar Jover   | Espanha       | 6.36 | x    | x    | 6.36       |       |
| 15      | B     | Marharyta Tverdohlib  | Ucrânia       | 6.31 | 6.13 | 6.16 | 6.31       |       |
| 16      | A     | Hafdís Sigurdardóttir | Islândia      | 5.84 | 5.89 | 6.27 | 6.27       |       |
| 17      | A     | Jana Velďáková        | Eslováquia    | 6.24 | 6.21 | x    | 6.24       |       |
| 18      | B     | Cornelia Deiac        | Roménia       | 5.98 | 6.23 | x    | 6.23       |       |
| 19      | A     | Oksana Zubkovska      | Ucrânia       | 6.19 | x    | 6.22 | 6.22       |       |
| 20      | B     | Tania Vicenzino       | Itália        | 6.17 | x    | 6.22 | 6.22       |       |
| 21      | A     | Juliet Itoya          | Espanha       | 6.20 | 6.12 | x    | 6.20       |       |
| 22      | B     | Rebecca Camilleri     | Malta         | 6.10 | 6.17 | 6.08 | 6.17       |       |
| 23      | B     | Lauma Grīva           | Letônia       | 6.14 | x    | x    | 6.14       |       |
| 24      | B     | Nektaria Panagi       | Chipre        | 5.99 | 5.98 | 6.12 | 6.12       |       |
| 25      | B     | Efthimia Kolokitha    | Grécia        | x    | 5.93 | 6.00 | 6.00       |       |
| 26      | A     | Fanni Schmelcz        | Hungria       | 5.80 | x    | 5.90 | 5.90       |       |
| 27      | A     | Maiko Gogoladze       | Geórgia       | x    | 5.50 | 5.73 | 5.73       |       |
| 28      | A     | Mara Grīva            | Letônia       | x    | r    |      | NM         |       |

### Final
| Posição           | Atleta             | Nacionalidade | #1   | #2   | #3   | #4   | #5   | #6   | Resultados | Notas |
| ----------------- | ------------------ | ------------- | ---- | ---- | ---- | ---- | ---- | ---- | ---------- | ----- |
| Medalha de ouro   | Éloyse Lesueur     | França        | 6.65 | x    | x    | 6.85 | x    | x    | 6.85       |       |
| Medalha de prata  | Ivana Španović     | Sérvia        | 6.81 | 6.36 | 6.53 | 6.75 | 6.80 | 6.65 | 6.81       |       |
| Medalha de bronze | Darya Klishina     | Rússia        | 6.38 | 6.41 | x    | 6.53 | 6.42 | 6.65 | 6.65       |       |
| 4                 | Malaika Mihambo    | Alemanha      | 5.70 | 6.45 | x    | 6.22 | 6.65 | 6.51 | 6.65       |       |
| 5                 | Aiga Grabuste      | Letônia       | 6.35 | x    | 6.52 | x    | 6.57 | 6.56 | 6.57       |       |
| 6                 | Melanie Bauschke   | Alemanha      | 6.55 | 6.37 | x    | x    | 6.44 | 6.50 | 6.55       |       |
| 7                 | Alina Rotaru       | Roménia       | x    | 6.46 | 6.55 | 6.45 | 6.33 | 6.40 | 6.55       |       |
| 8                 | Erica Jarder       | Suécia        | x    | 6.39 | 6.26 | 6.33 | x    | x    | 6.39       |       |
| 9                 | Sosthene Moguenara | Alemanha      | 6.38 | x    | 6.33 |      |      |      | 6.38       |       |
| 10                | Anna Klyashtornaya | Rússia        | x    | 6.31 | 6.09 |      |      |      | 6.31       |       |
| 11                | Volha Sudareva     | Bielorrússia  | 6.25 | x    | 6.29 |      |      |      | 6.29       |       |
| 12                | Nina Djordjevič    | Eslovênia     | x    | 6.19 | 6.14 |      |      |      | 6.19       |       |

Legenda
| Recorde mundial       | Recorde mundial (World record)               |                       | Recorde africano                      | Recorde africano (African) |                                           | Q | Classificado por posição (Qualified) |
| Recorde do campeonato | Recorde do campeonato (Championship record)  | Recorde da América    | Recorde da América (Americas)         | q                          | Classificado por melhor tempo (Qualified) |   |                                      |
| Melhor marca do ano   | Melhor marca do ano (World leading)          | Recorde asiático      | Recorde asiático (Asian)              | DNS                        | Não largou (Did not start)                |   |                                      |
| Recorde nacional      | Recorde nacional (National record)           | Recorde europeu       | Recorde europeu (European)            | DNF                        | Não terminou (Did not finish)             |   |                                      |
| Recorde pessoal       | Recorde pessoal do atleta (Personal best)    | Recorde da Oceania    | Recorde da Oceania (Oceania)          | DSQ / DQ                   | Desclassificado (Disqualified)            |   |                                      |
| Recorde da temporada  | Recorde da temporada do atleta (Season best) | Recorde sul-americano | Recorde sul-americano (South America) | NM                         | Sem marca (No mark)                       |   |                                      |